# دیلان لورن
دیلان لورن (انگلیسی: Dylan Lauren) یک بازرگان اهل ایالات متحده آمریکا است.